# Lucas Rotich
Lucas Kimeli Rotich (Kapsoiyo, 16 april 1990) is een Keniaanse langeafstandsloper die gespecialiseerd is in de 5000 meter. 
Hij won een zilveren medaille op de 3000 meter op de wereldkampioenschappen jeugd 2007, de bronzen medaille op de juniorrace op de wereldkampioenschappen veldlopen 2008 en eindigde als zesde op de 5000 meter op de World Athletics Final 2009.  Hij liep in de herenrace op de wereldkampioenschappen veldlopen 2010, maar eindigde de race op een teleurstellende twaalfde plaats met een blessure.   
Zijn persoonlijke beste tijden zijn 3:43,64 minuten op de 1500 meter, behaald in mei 2008 in Rehlingen; 7:35,57 minuten op de 3000 meter, bereikt in mei 2011 in Doha ; 12:55.06 minuten op de 5000 meter van de Bislett Games 2010; en 26:43,98 minuten op de 10.000 meter, behaald in september 2011 tijdens de Brussels Diamond League-meeting.
Vanaf 2014 heeft hij zich gespecialiseerd in de lange afstand. In 2021 liep hij een tijd van 2:07.23 tijdens de Tuscany Camp marathon in Siena.